# Стеван Тројанов
Стеван Тројанов (23.11.2009 Ниш) млади је талентовани српски музичар локалног типа. Постао је познат по певању Rock N' Roll песама на свој, аутентичан начин.
Није препознат широко, али међу љубитељима Rock N' Roll музике је изузетно цењен.